# U Thong
Pour le souverain du même nom, voir U Thong Ramathibodi Ier
U Thong (thaï อู่ทอง) est un district (amphoe) de la province de Suphanburi, dans le centre de la Thaïlande. On y a trouvé de nombreux objets et squelettes de l'époque préhistorique. La cité d'U Thong était un des centres de la culture que les historiens thaïlandais nomment Dvaravati, et dont les habitants étaient sans doute des Môns. 
U Thong est également considérée comme le berceau du royaume d'Ayutthaya, dont le premier roi, Ramathibodi (1314-1369), était prince d'U Thong.
1. ↑  « http://www.amphoe.com/menu.php?mid=1&am=696&pv=65 »